# María de los Reyes Fuentes
María de los Reyes Fuentes Blanco (Sevilla, 15 de febrero de 1927 – Ibidem, 12 de febrero de 2010) fue una poeta española impulsora de la cultura literaria en la ciudad de Sevilla durante la década de los 50 del siglo XX.

## Trayectoria
Fuentes nació en Sevilla el 15 de febrero de 1927. Comenzó a estudiar Derecho y Profesorado Mercantil, pero no terminó los estudios. En 1946, ingresó por oposición en el Ayuntamiento de Sevilla, donde continuó trabajando hasta su jubilación, y desde donde como funcionaria incentivó la poesía local. Desde muy joven estuvo presente en los ámbitos e instituciones culturales, tales como el Círculo Hispalense, el Ateneo, la Universidad, Club Lá Rábida, etc, y perteneció a los consejos de redacción de distintas revistas. Dirigió la sección de literatura del Círculo Hispalense y presidió la sección de publicaciones del Ateneo de Sevilla.
En 1966, fue nombrada académica correspondiente de las Reales Academias de Ciencias, Bellas Letras y Nobles Artes de Córdoba, de la de Bellas Artes de San Telmo de Málaga y de la Hispanoamericana de Cádiz y, en 2005, de la de Ciencias, Bellas Artes y Buenas Letras Luis Vélez de Guevara de Écija.
La dirección de revistas relacionadas con la poesía fue una de sus primeras actividades. En 1952, comenzó a dirigir Icla, patrocinada por el Instituto de Ciencias, Letras y Artes. Enseguida llegaron Poesía (1953-1957), revista radiofónica en Radio Nacional de España de Sevilla, e Ixbiliah (1953-1959) patrocinada por el Ayuntamiento de Sevilla. De periodicidad trimestral, esa revista, respaldada por Vie Vicente Aleixandre, y donde publican importantes poetas de la posguerra, se completa con una colección del mismo nombre, en la que se publicarán importantes obras tales como, Ciudad mía de Francisco Garfias, la antología Sevilla de Juan Ramón Jiménez, los relatos De campana a campana de Julio Manuel de la Rosa y Miserere en la tumba de R. N. de José Luis Prado Nogueira (que se alza con el Premio Nacional de Literatura). Su presencia fue también destacada en la revista Cal y en la colección Ángaro.
Además de esta actividad editorial, promovió numerosas tertulias e iniciativas literarias, que impulsaron la creación poética de sus compañeros de generación, que vendrían a integrarse en la denominada Generación Sevillana del Cincuenta y Tantos. Bajo este membrete encontramos a un grupo de poetas que se dan a conocer en recitales organizados por distintas instituciones; entre ellos encontramos a Manuel García-Viñó, Manuel Mantero, Julia Uceda, Aquilino Duque, Pío Gómez Nisa y José María Requena. Reyes participa en los encuentros más sobresalientes del grupo, tales como el ciclo de conferencias sobre Poesía sevillana auspiciado por el Ateneo en 1956, la Fiesta de la Poesía, celebrada en el colegio mayor Hernando Colón en 1957 y el ciclo Poesía joven andaluza, que impulsó el profesor Francisco López Estrada en la Universidad Hispalense en 1958-1959. Estuvo también en el acto de clausura del curso del Ateneo el 1 de junio de 1957, que ha sido considerado por la crítica como el hecho emblemático que da entidad generacional a dicho grupo de poetas.
Su labor impulsora de la cultura fue reconocida por Gerardo Diego que llegó a llamarla «Campana mayor, campana del Sur, campana».

## Obras
Títulos publicados por la autora y antologías:
- Actitudes (Argensola, Huesca, 1957).
- De mí hasta el hombre (Col. Caleta. Cádiz, 1958).
- Sonetos del corazón adelante (Col. Alcaraván. Arcos de la Frontera, 1960).
- Elegías de Uad-el-Kebir (Ayuntamiento de Sevilla, 1961).
- Romances de la miel en los labios (La Muestra, Entregas de Poesía: Sevilla, 1962).
- Elegías Tartessias (La Editora Comercial. Orense, 1964).
- Oración de la verdad (Col. La Venencia. Jerez de la Frontera, 1965).
- Acrópolis del testimonio (Ayuntamiento de Sevilla, 1966).
- Concierto para la sierra de Ronda (Cuadernos de María José. Málaga, 1966).
- Pozo de Jacob (Ayuntamiento de Sevilla, 1967).
- Fabulilla del diamante salvado (Ayuntamiento de Málaga, 1975).
- Motivos para un anfiteatro (Editora Nacional. Madrid, 1970).
- Elegie andaluse (Edizioni Cias, UNESCO. Roma, 1971).
- Misión de la palabra. Antología. (Universidad de Sevilla, Sevilla, 1972).
- Apuntes para la composición de un drama (Col. Ángaro. Sevilla, 1975).
- Aire de amor (Col. Adonais, Ediciones Rialp, S. A. Madrid, 1977).
- Jardín de las revelaciones (Col. Esquío. Ferrol, 1985).
- Meditaciones ante el Aljarafe (Ixbiliah, Castillejo Editores, 1999).
- Obra poética 1958-1999 (Col. Esquío. Ferrol, 2002).

## Obra poética
Su primera publicación, en la que se dio a conocer como poeta, data de 1957, Actitudes, pero es en la década de los sesenta cuando su obra poética alcanza su apogeo.
Juan de Dios Ruiz Copete, uno de los primeros críticos que se acercó a su obra, señaló do etapas:  Una primera desde De mí hasta el hombre (1958) hasta Oración de la Verdad (1965) donde hay una poesía de corte personal e intimista; y una segunda desde Acrópolis del testimonio (1966) hasta Motivos para un anfiteatro (1970) en la que nos muestra una poesía de construcción mental.
Sin embargo, esta clasificación de Ruiz Copete resulta incompleta, ya que la autora siguió publicando después de 1970. Por ello, Jurado Morales, partiendo del trabajo de este, realiza una clasificación más amplia en un trabajo de 2016.

### Ciclo de poesía sentimental
En esta etapa el tema amoroso es el predominante. En palabras de Jurado Morales es sintomático a este respecto que titule «Poética amante» la lectura realizada en el aula de la cátedra «Ramiro de Maeztu» del Instituto de Cultura Hispánica de Madrid el 16 de diciembre de 1958, fecha de su primera intervención en la capital. Al libro inaugural del ciclo, De mí hasta el hombre (1958), seguirán Sonetos del corazón adelante (1960), Romances de la miel en los labios (1962) y también podría incluirse Elegías tartessias (1964). Años más tarde, aunque escrito mucho antes, aparece Aire de amor (1977).
Son poemas que, ordenados, bien pueden contener una historia amorosa, vista desde el lado femenino en su relación con el masculino: esperanza en el amor, la alegría de la amante, el gozo, la maternidad, el desamor, el desengaño, el amor no correspondido, la asunción de la soledad y la fe en uno mismo. . En líneas generales, trata cuestiones propias de la poesía de posguerra de temática amorosa con la nota particular de que lo físico y lo erótico se vinculan a lo trascendente y lo espiritual: el amor humano tiene muchas coincidencias con el amor a Dios. De ahí que este ciclo pueda vincularse al posterior de contenido religioso y cristiano.
En el primer poemario del ciclo, se distingue bien la educación nacional católica del momento en España, en el que la condición subordinada de la mujer al hombre en las relaciones amorosas es palpable: «Lo sabes bien que por mujer aguardo». También se percibe en este poemario el peso de la sociedad sobre la mujer-madre en varios poemas que giran en torno a la maternidad como algo deseado desde la niñez. Estamos ante un amor idealizado próximo a la relación mística.
En los Sonetos del corazón incidirá en el tema del desamor, el desengaño, la duda frente a la esperanza, el fracaso de la relación, el rechazo del hombre. La ausencia del hombre aleja también la maternidad, y el yo lírico asume la soledad.
En Romances de la miel en los labios, breve poemario, vuelve a insistir en la presencia y ausencia del amor, y en cuanto al poemario que cierra esta etapa, Elegías tartessias, el amor y el tiempo se relacionan a partir de Tartessos. Al tono elegíaco y existencial, presente en toda su poesía, se une el amor hacia la presencia del sur, hacia la cultura y la historia andaluzas, que constituirán también algo identificativo de su obra. El pasado común, lo mítico y lo arqueológico, le sirven para sustentar lo cultural y lo metafísico.
En Aire de amor, impreso en 1977, pero gestado veinte años antes, el amor se ve en todas sus etapas, incluso en la más trascendente, en aquella en que se logra la fe en el amor más allá de los amores concretos.

### Ciclo de poesía elegíaca y religiosa
La cuestión amorosa empieza a decaer en la década de los sesenta, el discurso sentimental pasa a un segundo plano o desaparece. Empiezan a aparecer temas metafísicos: la fugacidad del tiempo, la verdad, la esperanza, la búsqueda de la fe y la memoria colectiva. Es consciente de que la vida es tiempo, y por ello se fija en los aspectos y elementos históricos que aún perduran para reflexionar sobre la condición humana y la fe en uno mismo y en Dios, a fin de creer en el futuro.
Elegías de Uad-el-kebir (1961) marca el cambio de trayectoria. Con la experiencia biográfica de un viaje por el Guadalquivir, realizado en 1955,  entre Sevilla y Sanlúcar de Barrameda para homenajear al gran río a propuesta de Manuel Barbadillo, presidente del Ateneo, la poeta conforma un homenaje poético a distintos poetas andaluces entre los que están los nombres más conocidos. Para Gerardo Diego, autor del prólogo de este poemario, «lo integran unas auténticas y hondas elegías en forma de diálogos de una sola voz con poetas andaluces, de hoy o de ayer, presentes o ausentes». Si los poemas de la primera etapa estaban escritos en una primera e intimista primera persona, en este poemario la tercera apuesta por lo universal.
La reflexión sobre los efectos del paso del tiempo se acentúa en Acrópolis del testimonio (1966), donde parte de la contemplación de las ruinas, tomando como símbolos la columna y la piedra, para iniciar una búsqueda del sentido de la perfección y de la belleza del mundo, pero también de su destrucción y desmoronamiento. Es claramente una apuesta por el simbolismo y la alegoría, la objetivación lírica frente a la experiencia personal.
Motivos para un anfiteatro (1970), dedicado a la ciudad de Itálica, completa el poemario anterior. Este se inserta en la tradición literaria de Itálica como motivo, entre los que podríamos destacar a Rodrigo Caro con Canción a las ruinas de Itálica, pero no solo él, sino también algunos poetas contemporáneos como Foxá o Cernuda.
Motivos para un anfiteatro tiene en común con Acrópolis del testimonio en que ambos miran al pasado, a lo histórico a lo arquitectónico, pero también enlaza con la plaqueta Concierto para la Sierra de Ronda (1966), ya que en los tres poemarios lo exterior, ya sea el paisaje natural o lo construido por el hombre, sirve de acicate para la consideración existencial y lo trascendental.
El tránsito de lo existencial a lo religioso empieza a notarse abiertamente en Oración de la Verdad (1965). La verdad a la que Fuentes dedica su oración es una exigencia de autenticidad y ética». Es una poesía de tipo filosófico y existencial, con un fondo ético y una voz desgarrada sobre el dolor humano. El poemario transmite un reencuentro con la fe, una apuesta por Dios como camino hacia la verdad y una concepción de la poesía como vehículo para transmitir esa verdad a los hombres.
Lo religioso se enfatiza en Pozo de Jacob (1967), su obra «más ambiciosa». Con este libro se suma a la lista de mujeres poetas que en la posguerra escribieron sobre religiosidad y espiritualidad, entre ellas  Carmen Conde, Concha Lagos, María Elvira Lacaci, Pilar Paz Pasamar y María Antonia Sanz Cuadrado. Su poesía está centrada ya claramente en una senda espiritual, religiosa, cristiana, con una rememoración de algunos motivos evangélicos y pasajes bíblicos. Reflexiona sobre Dios, la fe y su pérdida de esta, las virtudes del alma, el pecado y la verdad que nace de la fe religiosa. 
En este periodo habría que mencionar su pequeña, pero importante, contribución a la antología Con Vietnam, preparada en 1968 por Angelina Gatell, y que por prohibición gubernativa no pudo ver la luz hasta 2016. En ella participa con un breve poema en heptasílabos en el que ensalza el heroísmo de seres anónimos que luchan por la supervivencia y compara la guerra de Vietnam con la resistencia de los celtíberos en Numancia, paradigma español de la dignidad en la defensa de la independencia ante el invasor. Ello no impidió que los censores exigieran suprimir la mención a Numancia, como otros lugares españoles, obsesionados por borrar cualquier referencia a la realidad española.

### Ciclo de poesía contemplativa y meditativa
Tras Misión de palabra (Antología de 1955 a 1970) publicada en 1972, y preparada por la propia autora, a mediados de los años setenta publica Apuntes para la composición de un drama (1975). Debemos entender drama en el sentido de 'agonía' en el aspecto unamuniano, en el sentido de la soledad y de la convivencia. Fuentes contempla el gran teatro del hombre en su triple dramaturgia de soledad, convivencia y solidaridad. En las palabras introductorias a esta obra, Fuentes expone el sentido que para ella tiene la poesía:
```
  «Los poetas creamos o recreamos el drama —de la soledad y de la convivencia—. [...] Así en poesía cabe, por individualmente que se module, la exposición del drama de todos, la desazón colectiva, el grito común».
```

En efecto, se trata un libro en el que contempla la naturaleza humana y medita sobre cuestiones como la soledad, la ambición, la justicia, la maldad, la verdad...,  pero no aplicadas a su vida, sino a la de  cualquier relación humana, con lo que ahonda en el alcance ético y universal de sus libros anteriores.
Poco después publica Aire de amor (1977), concebido mucho antes y donde se reencuentra con el tono amoroso iniciado a finales de los cincuenta. 
Por motivos de salud, deja pasar ocho años sin publicar y en 1985 aparece Jardín de las revelaciones, poemario centrado en el recuerdo, el amor, la libertad, el paso del tiempo y la poesía o, lo que es lo mismo, la metapoesía. Estamos ante una meditación sobre el pasado en forma de recuerdo, y sobre el presente marcado por la soledad y partiendo del jardín y sus elementos como símbolos. Parte de lo concreto para llegar a lo metafísico.
Su vitalidad creativa vuelve a sufrir un largo periodo de catorce años, pues hasta 1999 no aparece su último libro, Meditaciones ante el Aljarafe,  En él vuelve a incidir sobre el inevitable transcurrir del tiempo, el amor como aventura y encuentro y la memoria como desactivadora del olvido, temas centrales de su trayectoria. Si en Jardín... las plantas y los árboles le daban pie a la meditación, aquí es el Aljarafe, su entorno cotidiano pero a la vez idealizado, el que le sirve para la meditación.

## Reconocimientos
- Elegías de Uad-el-kebir (1961) obtiene una mención especial en el Premio Nacional de Literatura y logra ser finalista del Premio Ciudad de Barcelona de 1959.[5]
- Con Oración de la Verdad (1965) queda finalista del premio Ciudad de Barcelona 1961.[4]
- Sombras anilladas consigue en 1961 el José Jurado Morales y el premio Grupo Atalaya de poesía en mayo  de 1963, que le posibilita publicar el poemario en la colección «La Venencia».[5]
- Elegías tartessias premio de Poesía Marina 1963, patrocinado por la Editora Comercial de Orense.[5]
- Acrópolis del testimonio (1966), premio Ciudad de Barcelona 1965.[5]
- Pozo de Jacob (1967), premio Ciudad de Sevilla 1966.[5]